# One Day It Will Please Us to Remember Even This
One Day It Will Please Us to Remember Even This är ett album av rockbandet New York Dolls, utgivet 2006. Det var gruppens tredje studioalbum och det första sedan Too Much Too Soon från 1974. Gästartister på albumet är bland annat Michael Stipe och Iggy Pop.

## Låtlista
1. "We're All in Love" - 4:38
2. "Runnin' Around" - 4:12
3. "Plenty of Music" - 4:00
4. "Dance Like a Monkey" - 3:38
5. "Punishing World" - 2:38
6. "Maimed Happiness" - 3:03
7. "Fishnets and Cigarettes" - 3:13
8. "Gotta Get Away From Tommy" - 2:28
9. "Dancing on the Lip of a Volcano" - 4:18
10. "I Ain't Got Nothin'" - 4:28
11. "Rainbow Store" - 2:59
12. "Gimme Luv and Turn on the Light" - 3:19
13. "Take a Good Look at My Good Looks" - 5:01